# Frédéric Brunnquell
Pour les articles homonymes, voir Brunnquell.
Frédéric Brunnquell est écrivain, auteur réalisateur français de films documentaires. 

## Biographie
Frédéric Brunnquell a commencé sa carrière à Radio France, puis a été pigiste une dizaine d’années au cours desquelles il a écrit plusieurs livres. 
Il a travaillé 12 ans de 1996 à 2008, comme grand reporter à l'agence de presse CAPA,où il a réalisé de nombreux reportages en France et dans le monde. 
Il est depuis 2012 auteur réalisateur indépendant.
Ses films ont été primés et en sélection dans de nombreux festivals. 
Il a publié Hommes des tempêtes, en 2021 aux éditions Grasset,,,.
Il Publie aux éditions Albin Michel, à la rentrée littéraire 2023, Le Bûcher des illusions .

## Filmographie
- La Grande Histoire de la Bretagne, documentaire historique, 1h35, diffusé sur France 3 le 4 mai 2022, Chasseurs d'étoites et France Télévision[7],[8]
- La Grande Saga de nos montagnes, les Alpes, documentaire historique, 92 minutes, diffusé sur France3 le 22 février 2021, Morgane Production[9]
- Classe moyenne, les révoltés, film documentaire, 52 minutes, diffusé sur Arte 2021 Nilaya Production[10]
- Relève-toi, film documentaire tourné 2019 à Béthune, diffusé sur France 3, Compagnie des Phares et Balises Production
- L'Odyssée des forçats de la mer, film documentaire de 90 minutes, produit par Morgane Production[11],[12], 2019, Lauréat du grand prix au Festival des Mémoires de la mer 2019
- Hommes des tempêtes, film documentaire de 54 minutes, produit par Morgane Production[13], 2019 ; Festival Étonnants Voyageurs 2019[14] ; Lauréat du grand Prix du Festival Mémoires de la mer 2019 ; Prix de l'écriture au Festival les Écrans de la mer 2019 ; Prix du public et Prix des collégiens au Festival International Pêcheurs du monde 2019 [15] ; Lauréat du Prix Télémaques 2019-2020; Prix Découverte au Grand Bivouac 2021
- Dutronc, la vie malgré lui[16],[17],[18], film documentaire de 110 minutes produit en 2017 par Nilaya[19]
- Enfants du terril[20],[21], film documentaire de 55 minutes produit par Chasseur d'étoiles[22]. - Grand Prix Japan Prize 2017[23],[24] - Prix du Jury jeune au Festival International d'Evreux[25],[26], Sélectionné au Fipa 2017, au Figra 2017, au prix Out d'or 2017[27], Prix média ENFANCE majuscule 2018 (mention) Catégorie Documentaire tourné en France
- La Bataille du charbon, film documentaire de 55 minutes  - Prix Terre d'histoire au Figra 2016[28],[29] - Sélectionné au festival du film d'histoire de Pessac[30]-2015- Morgane production/France 3
- Classe moyenne, des vies sur le fil[31],[32],[33],[34], film documentaire en trois parties : "les rêves déçus" 51 minutes, "Sans répit" 52 minutes, "La vie malgré tout" 53 minutes - 2014 Nilaya-productions[35]/ ARTE.
- Printemps arabes : la confiscation[36],[37], 76 minutes - 2013 - France 3/Kuiv productions coauteur Gilles Kepel[38]
- Nos vies discount[39],[40], 52 minutes - 2012 - France 2/AMIP[41],[42],[40] présenté au festival ONE WORLD[43] à Prague puis à Bruxelles[44]
- Giscard l'homme blessé[45],[46], 90 minutes - 2011- France 3/AMIP - MMM Productions - Ina[47] Fipatel 2012
- François Mitterrand et la Guerre d'Algérie[48],[49], 70 minutes - 2010 - France 2/2P2L TV. Avec Benjamin Stora et François Malye[50] Sélectionné en compétition: au festival du film d’histoire de Pessac[51], au PriMed[52], aux Lauriers de la radio et de la télévision, au Figra,
- Malacca, trêve sur le Détroit, - 2010 - 26 minutes France 3/ 2P2L TV.
- Paradis fiscaux, la grande évasion - 2008 - France 2 /Agence Capa. 20072008 «Paradis fiscaux, la grande évasion[53]» France 2 /Agence Capa[54],[42].
- Ebola ce n’est pas une maladie pour rire[55], 52 minutes - 2007 - (avec Alain Epelboin et Pierre Formenty) France 5 /Agence Capa, Primé au festival international du film scientifique de Paris[56],[57].
- La Vraie Vie des mondes virtuels[58], 52 - 2007 - minutes Canal + /Agence Capa[58].
- New York porte du monde, 52 minutes - 2006 - France 3 /Agence Capa
- Après-guerre à Monrovia, 26 minutes - 2005 - France 3 /Agence Capa.
- Djakarta le peuple du port, 52 minutes - 2005 - France 3 /Agence Capa
- Des poissons pleins la tête, 52 minutes - 2004 -  France 3 /Agence Capa.
- Trappes à l’heure de la prière, 52 minutes - 2004 - France 2 /Agence Capa Sélectionné au Figra
- Dans la peau d’un flic, 52 minutes - 2003 - France 2 /Agence Capa
- L’Énigmatique Monsieur Wong, 52 minutes - 2003 - France 3 Thalassa /Agence Capa, Nommé Prix Albert-Londres
- Helsinki, à l’ombre de l’ours, 26 minutes - 2002 - ARTE /Agence Capa.
- Majorque, île Cobaye, 30 minutes - 2002 - ARTE /Agence Capa
- En toute légalité, 52 minutes - 2001 - France 3 Thalassa /Agence Capa
- Mort aux Vaches, 52 minutes - 2000 - ARTE /Agence Capa - Sélection au festival du film de Monte-Carlo et au festival Cinemambiente Turin
- Trahison sur commandes, 52 minutes - 2004 - Thalassa France 3 /Agence Capa. FIPA Prix Michel Mitrani.
- Tortionnaire, 52 minutes -1999 - France 2  /Agence Capa Lauréat du Prix Olivier Quemener, Figra, parrainé par Reporter sans frontières. Lauréat des Lauriers d'Or de la radio télévision au Sénat. Sélectionné au festival du film d’Amnesty International/ Amsterdam 2001. Sélectionné au Banff World Media Festival

## Publications
- Victime et bourreau (en collaboration), Calmann-Lévy (guerre du Liban)
- Fréquence monde, Hachette Pluriel, (histoire de RFI) 1992
- Moi juge d’instruction, Édition Hermé 1993
- Liberté, égalité, sacré soirée, avec Cabu, First, (la France des beaufs) 1994
- Les Associations familiales, combien de divisions, éditions Dagorno, 1995
- Hommes des tempêtes, Editions Grasset 2021, Prix Plumes d'Equinoxe, prix encre de marins 2022, prix Grand Tétras du livre 2022
- Le Bûcher des Illusions, Editions Albin Michel, 2023